# Ben Nighthorse Campbell
Ben Nighthorse Campbell (Auburn, 1933. április 13. –) az Amerikai Egyesült Államok Colorado államának szenátora.